# Pedernales (prowincja)
Pedernales – jedna z 32 prowincji Dominikany. Stolicą prowincji jest miasto Pedernales.

## Opis
Prowincja Dominikany, zajmuje powierzchnię 2 081 km² i liczy 31 587 mieszkańców 1 grudnia 2010.

## Gminy
| Lp.     | Gmina      | Liczba ludności (2010) | Powierzchnia (km²) |
| ------- | ---------- | ---------------------- | ------------------ |
| 1       | Oviedo     | 7 296                  | 960                |
| 2       | Pedernales | 24 291                 | 1 121              |
| Łącznie |            | 31 587                 | 2 081              |